# Saskia Metten
Saskia Metten (* 1970 in Mainz) ist eine deutsche Filmeditorin.

## Leben
Saskia Metten wuchs in Mainz auf. Nach einem Volontariat wurde sie als Schnitt-Assistentin tätig. 1996 bis 2000 war sie im ARD-Auslandsstudio in Mexiko-Stadt im Einsatz. Wieder in Deutschland war sie überwiegend für den Südwestrundfunk aktiv. Zu ihren Arbeiten gehören zahlreiche Fernsehfilme.
Für Cinema Jenin – Die Geschichte eines Traums wurde sie 2012 mit dem Deutschen Kamerapreis in der Sparte Schnitt/Dokumentarfilm ausgezeichnet.
Metten ist Mitglied der Deutschen Filmakademie.

## Filmografie (Auswahl)
- 2007: Tatort: Die dunkle Seite (Fernsehreihe)
- 2008: Das Herz von Jenin (Dokumentarfilm)
- 2008: Tatort: Der glückliche Tod
- 2009: Hunger (Dokumentarfilm)
- 2010: Tatort: Der Schrei
- 2012: Cinema Jenin – Die Geschichte eines Traums (Dokumentarfilm)
- 2012: Bloch: Heißkalte Seele
- 2013: BlitzBlank
- 2013: Komasaufen
- 2014: Tatort: Zirkuskind
- 2014: Glückskind
- 2015: Blütenträume
- 2016: Tatort: Rebecca
- 2016: Tatort: Wofür es sich zu leben lohnt
- 2016: Emma nach Mitternacht – Frau Hölle
- 2017: Casting
- 2017: Brüder
- 2018: Tatort: Sonnenwende
- 2019: Tatort: Für immer und dich
- 2020: Tatort: Ich hab im Traum geweinet
- 2021: Tatort: Videobeweis
- 2022: Tatort: Unten im Tal
- 2023: Tatort: Vergebung
- 2024: Tatort: Zerrissen
- 2024: Tatort: Ad Acta